# Rhodiola wenchuanensis
Rhodiola wenchuanensis är en fetbladsväxtart som beskrevs av Tao Li och Hao Zhang. Rhodiola wenchuanensis ingår i släktet rosenrötter, och familjen fetbladsväxter. Inga underarter finns listade i Catalogue of Life.